# Julie Michaux
Pour les articles homonymes, voir Michaux.
Julie Michaux, née le 12 février 2002 à Dunkerque, est une coureuse cycliste française, spécialiste des épreuves de sprint sur piste.

## Biographie
Julie Michaux est née à Dunkerque, mais sa famille déménage deux ans plus tard pour vivre à Aurillac. Elle est issue d'une famille de sportifs, son cousin Julien Obry a notamment été joueur de tennis professionnel et son oncle maternel a joué au hockey-sur-glace à haut niveau. Son frère ainé a été sélectionné en équipe de France cadets de basket-ball et sa sœur ainée a refusé de rejoindre les pôles espoirs de Vichy et de Limoges. De son côté, Julie Michaux pratique la gymnastique, puis le basket-ball, où elle est repérée par le centre de formation de Nice. Ainsi comme sa coéquipière en équipe de France sur piste Mathilde Gros, elle a longtemps pratiqué le basket-ball avant de venir sur le cyclisme piste, à la suite de tests physiques (elle réussit à développer 1320 watts).
Elle roule sur un vélodrome pour la première fois en 2019 et devient dès cette année championne de France du 500 mètres juniors (moins de 19 ans). Sur la vitesse féminine, elle termine deuxième du tournoi des juniors et troisième des élites. Les deux années suivantes, elle s'entraine au Pôle de Hyères avec le multiple champion du monde Kévin Sireau. Cette période est rendue difficiles par la pandémie de Covid-19 et un plafonnement de ses performances. En 2021, elle se classe deuxième de la vitesse et troisième du 500 mètres aux championnats nationaux. 
Fin 2021, elle rejoint le Pôle national de Saint-Quentin-en-Yvelines et signe un contrat à l'US Créteil. Elle est prise en charge par l'entraîneur national Grégory Baugé aux côtés de Mathilde Gros et de Taky Marie-Divine Kouamé. Lors de la manche de la Coupe des nations à Cali, elle est troisième de la vitesse par équipes. En 2022, elle est médaillée d'argent de la vitesse aux championnats d'Europe espoirs (moins de 23 ans).
En 2023, elle est sélectionnée pour participer aux championnats du monde de cyclisme sur piste au cours de l'été.

## Palmarès

### Championnats du monde
| Édition / Épreuve              | 500 mètres | Vitesse par équipes |
| Saint-Quentin-en-Yvelines 2022 | 16e        | 5e                  |
| Glasgow 2023                   |            | 9e                  |

### Coupe des nations
- 2022
  - 3e de la vitesse par équipes à Cali
- 2023
  - 3e de la vitesse par équipes au Caire

### Championnats d'Europe
| Épreuve / Édition     | 500 mètres | Keirin | Vitesse individuelle | Vitesse par équipes |
| Anadia 2022 (espoirs) | 5e         | 4e     | Argent               |                     |
| Munich 2022           | 13e        |        |                      | 4e                  |
| Granges 2023          |            |        |                      | 4e                  |
| Apeldoorn 2024        |            |        |                      | 5e                  |

### Championnats nationaux
- 2019
  -  Championne de France du 500 mètres juniors
  - 2e de la vitesse juniors
  - 3e de la vitesse
- 2021
  - 2e de la vitesse
  - 3e du 500 mètres
  - 3e du keirin
- 2022
  - 3e du 500 mètres
  - 3e du keirin
  - 3e de la vitesse individuelle
- 2023
  - 3e de la vitesse individuelle
  - 3e du keirin
  - 3e du 500 mètres
- 2024
  - 3e de la vitesse individuelle
- 2025
  - 3e de la vitesse individuelle